# Iratxe Fresneda Delgado
Iratxe Fresneda Delgado (Arrigorriaga, Biscaia, 17 de gener de 1974) és una cineasta espanyola, guionista i professora universitària.

## Biografia
Nascuda a Bilbao en 1974, Iratxe Fresneda és doctora en Comunicació Audiovisual i, des de 2004, professora del Departament de Comunicació Audiovisual i Publicitat de la Facultat de Ciències Socials i de la Comunicació de la Universitat del País Basc (UPV/EHU) en les matèries d'Imatge, gènere i identitat i Guió II. També ha estat professora visitant a la University of Nevada, Reno (EUA), al Departament de Film Studies de Universitat de Lund (Suècia), al laboratori Framespa de la Universitat de Tolosa II - Le Mirail (França) i en la CUNY The City University of New York.
Experta en cinema escandinau i en treball amb arxius fílmics, ha participat en diversos projectes de recerca internacional com el RIVIC (Red Interdisciplinar Internacional sobre las Verdades de la Imagen Hispánica Contemporánea) i IP del grup d'Investigació d'estudis audiovisuals escandinaus de la UPV-EHU Broen.
En 2013, va presentar una tesi doctoral titulada Los estereotipos de mujer en el cine de Lars von Trier. Medea, Rompiendo las Olas, Los Idiotas, Bailar en la Oscuridad, Dogville. Fresneda va analitzar els personatges femenins de l'obra audiovisual del cineasta danès Lars von Trier; per a això, va obtenir una beca del Departament de Recerca i Política Científica del Govern Basc.
En 2016, va presentar la pel·lícula Irrintziaren oihartzunak en la secció Zinemira del 64è Festival de Sant Sebastià; el documental visibilitza el treball de Mirentxu Loiarte, la primera directora de cinema basca que va realitzar una obra en euskara i serveix per a donar-li el reconeixement que es mereix, ja que ha romàs en l'ombra fins ara”.
A l'octubre de 2018, va estrenar Lurralde hotzak - Cold Lands, una road movie de no ficció en el Festival Internacional de cinema de Gijón. En aquest documental de creació, la mirada de la cineasta es creua amb la de l'apicultura, l'arquitectura i la llum del nord. La directora reflexiona sobre l'estat de les imatges cinematogràfiques, utilitzant les petjades de la història cinematogràfica i els recursos cinematogràfics actuals.
Al novembre de 2022, estrena Tetuan, en la secció oficial Terres en trance al 60è Festival Internacional de cinema de Gijón. “Tetuan” és un documental de creació que investiga, des de l'actualitat, conceptes com la migració o la memòria. Mostrar altres imatges i altres discursos des d'una perspectiva antropològica i social i rescatar els aspectes positius de la migració i l'intercanvi cultural són alguns dels objectius pilars de la pel·lícula. ‘Tetuan' tanca la seva ‘trilogia del registre'.

## Obres
- Irrintziaren oihartzunak 2016[9] (directora, guionista i productora)
- Lurralde hotzak (Cold lands Arxivat 2019-05-09 a Wayback Machine.), 2018[10] (directora, guionista i productora)
- Bigarren sexua (z) collage, 2020 (productora i guionista)
- Tetuán, 2022 (directora, guionista i productora)
- Errotatiba, 2023 (directora, guionista i productora)

## Premis
- Irrintziaren Oihartzunak. Festival Internacional de Cinema Invisible ‘Film Sozialak' (Bilbao) Millor producció basca 2017.
- Lurralde Hotzak (Cold Lands). Porto Femme International Film Festival (Portugal) Best International Documentary award 2019.
- Lurralde Hotzak (Cold Lands). Menció especial del jurat a la Mostra internazionale del cinema di Genova (Itàlia) 2020
- Tetuán. Premi Lauaxeta. 2022.